# Ronald Crawford
Ronald Crawford (Ronald John Crawford; * 26. März 1936 in Randwick, Sydney; † 8. August 2018 in Sydney), OAM, war ein australischer Geher.
Bei den Olympischen Spielen 1956 in Melbourne kam er im 20-km-Gehen und im 50-km-Gehen jeweils auf den 13. Platz. Vier Jahre später wurde er bei den Olympischen Spielen 1960 in Rom Elfter im 20-km-Gehen. Im 50-km-Gehen wurde er disqualifiziert. Bei den Olympischen Spielen 1964 in Tokio belegte er im 20-km-Gehen den 22. Platz und wurde Elfter im 50-km-Gehen. 1961 war er australischer Meister auf der 20-km-Strecke.

## Persönliche Bestzeiten
- 20 km Gehen: 1:34:08 h, 27. Juni 1964
- 50 km Gehen: 4:24:20 h, 18. Oktober 1964, Tokio